# Aspidistra fungilliformis
Aspidistra fungilliformis är en sparrisväxtart som beskrevs av Y.Wan. Aspidistra fungilliformis ingår i släktet Aspidistra och familjen sparrisväxter.

## Underarter
Arten delas in i följande underarter:
- A. f. formosa
- A. f. fungilliformis